# هاشم الدجاني
هاشم حسن هاشم الدجاني (وُلد في مدينة عمان) دبلوماسي فلسطيني، كان سفيرًا لدى زيمبابوي، وجنوب أفريقيا، ويشغل منذ عام 2020 منصب سفير دولة فلسطين لدى أوكرانيا.

## التحصيل العلمي
حصل على درجة الماجستير في العلاقات الدولية والقانون الدولي من جامعة تاراس شفتشينكو الوطنية في كييف عام 1984.

## الحياة العملية
- عمل بين عامي 1987 و1995 نائبًا لمدير المكتب الإعلامي لمنظمة التحرير الفلسطينية لدى فنلندا. وبين عامي 1995 و2006، صار نائبًا لرئيس البعثة الفلسطينية لدى فنلندا، ومستشارًا ورئيسًا للبعثة بالإنابة.[2]

- في 23 ديسمبر 2007، عُين الدجاني سفيرًا فوق العادة ومفوضًا لدولة فلسطين لدى زيمبابوي، وفي 8 مارس 2008 قدم أوراق اعتماده، واستمر في المنصب حتى 16 سبتمبر 2015.[2]
- في 17 مارس 2010، قدم أوراق اعتماده سفيرًا غير مقيمًا لدولة فلسطين لدى دولة مالاوي، واستمر في المنصب حتى 16 سبتمبر 2015.[2]
- في 28 سبتمبر 2015، عُين سفيرًا لدولة فلسطين لدى جنوب أفريقيا،[3] وقدم أوراق اعتماده في 26 نوفمبر 2015،[4] واستمر في المنصب حتى 1 ديسمبر 2019.[2]
- في عام 2016، قدم أوراق اعتماده سفيرًا غير مقيمًا لدولة فلسطين لدى جمهورية ناميبيا، ولدى مملكة ليسوتو واستمر في المنصب حتى 1 ديسمبر 2019.[2]
- صار عضوًا في المجلس الوطني الفلسطيني منذ أبريل 2018.[2]
- في فبراير 2020، قدم أوراق اعتماده سفيرًا لدولة فلسطين مفوضًا فوق العادة لدى أوكرانيا إلى وزير الخارجية الأوكراني، وفي مايو 2020 قدمها إلى الرئيس الأوكراني.[1][2]